# 군산해양경찰서
군산해양경찰서(群山海洋警備安全署, Gunsan Coast Guard)는 해상경비, 해양안전 관리, 해상치안질서 유지, 해양오염 방지 등의 업무를 수행하기 위하여 설립된 대한민국 해양경찰청 서해지방해양경찰청 소속의 특별지방행정기관으로 군산해양경찰서장은 총경(4급 상당)으로 보한다. 전북특별자치도 군산시 군산창길 21에 위치하고 있다.

## 관할 구역
- 군산시와 김제시 해역

## 조직
| - 기획운영과 - 기획운영계 - 청문감사계 - 경리계 - 민원실 - 경비구난과 - 경비구난계 - 상황실 - 122구조대 | - 해상안전과 - 안전관리계 - 교통레저계 - 장비관리과 - 정비계 - 보급계 - 정보통신계 | - 해상수사정보과 - 수사계 - 정보외사계 - 해양오염방제과 - 방제계 - 예방지도계 |

## 소속기관

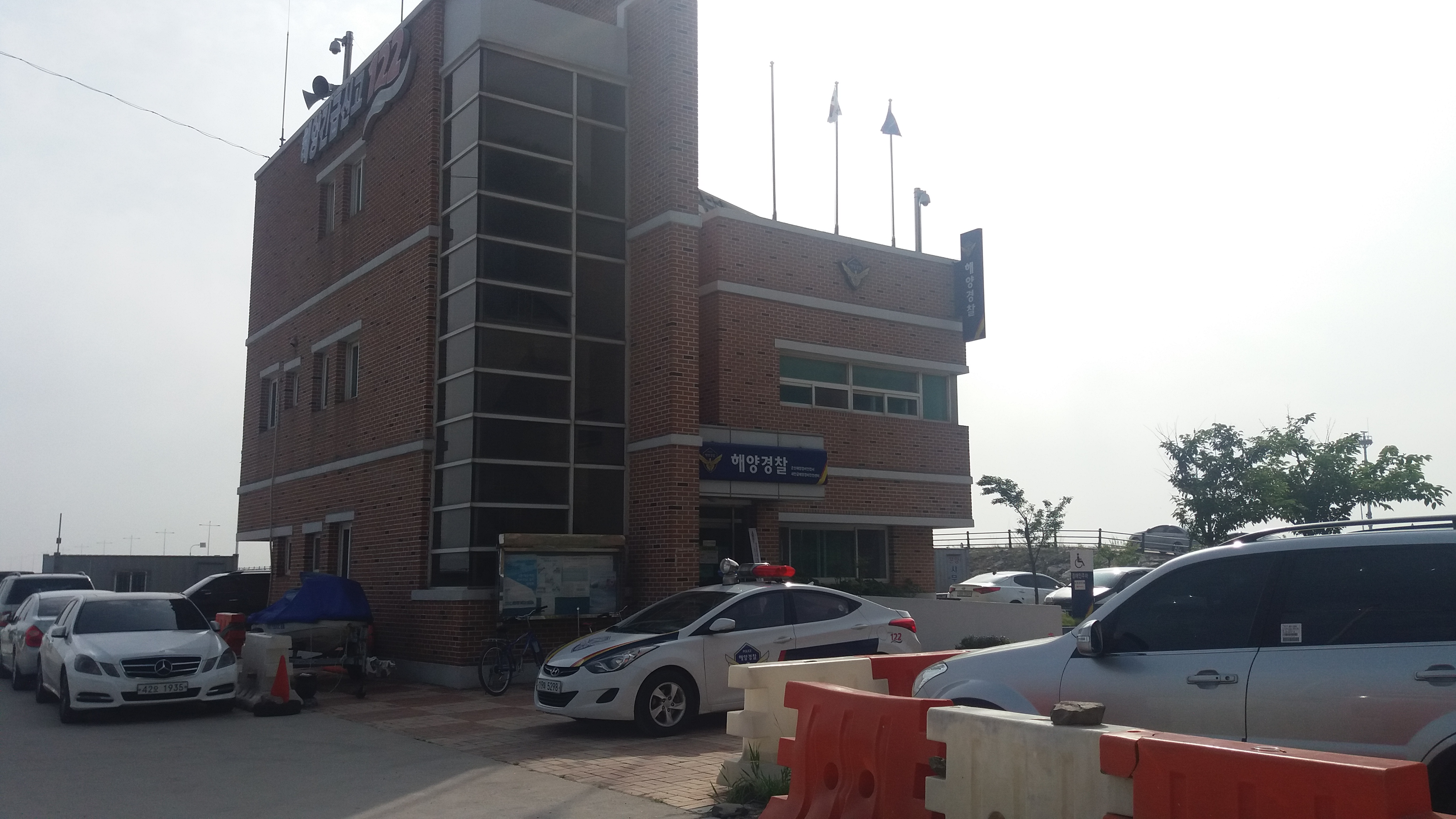
새만금파출소

| - 해망파출소 - 해망출장소 - 개야도출장소 | - 비응파출소 - 연도출장소 - 어청도출장소 | - 새만금파출소 - 선유도출장소 - 야미도출장소 - 비안도출장소 |

## 보유 함정
| - 1000톤급 이상 - 3010함 - 3013함 - 1001함 - 250톤급 이상 - 321함 - 322함 | - 50톤급 - P-67정 - P-69정 - P-91정 | - 형사기동정 - P-132정 - 방제정 - 방제8호 - 방제S-08호 | - 연안순찰정 - S-09정 - S-16정 - S-31정 - S-38정 | - 기타 함정 - M-05정(고속순찰정) - Barge35호정(바지정) - 연안구조장비 - H-06호정(소형공기부양정) |

## 사건사고
- 2011년 11월 4일 해상치안 현장을 점검하던 군산해양경찰서장이 1001함에서 떨어져 순직하였다.[3]